# 時をかける少女 (1983年の映画)
『時をかける少女』（ときをかけるしょうじょ）は、1983年7月16日に公開された大林宣彦監督、原田知世初主演の日本映画。筒井康隆のジュブナイルSF小説『時をかける少女』の最初の映画化作品。大林宣彦の「尾道三部作」（他の2作は『転校生』・『さびしんぼう』）の2作目に数えられ、ロケの多くを広島県尾道市（一部は竹原市）で行っている。
併映は『探偵物語』。
主演の原田知世は、第7回日本アカデミー賞新人俳優賞を受賞した。配収は28億円を記録し、邦画では年間2位となった。

## ストーリー

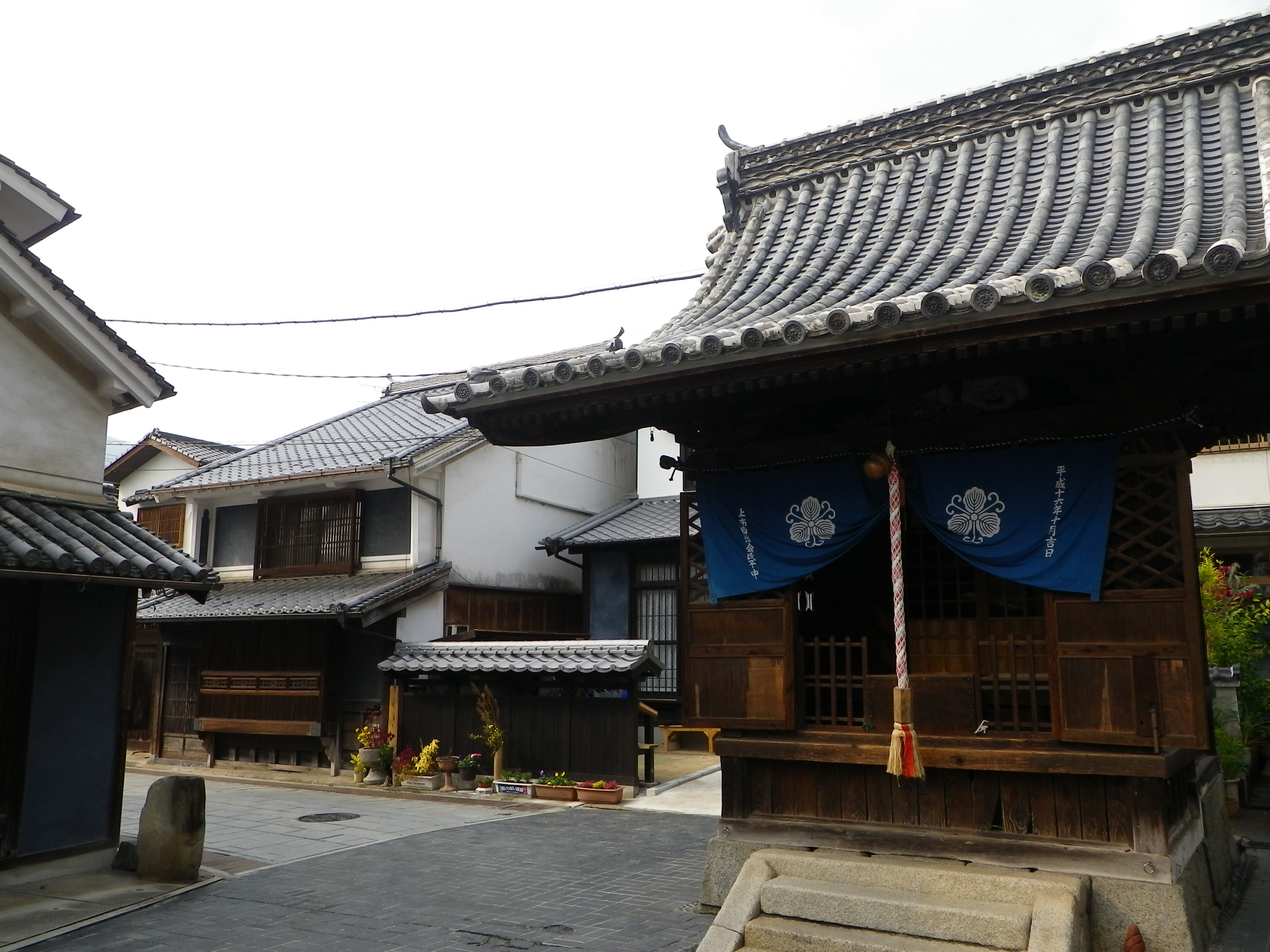
夷堂（竹原）

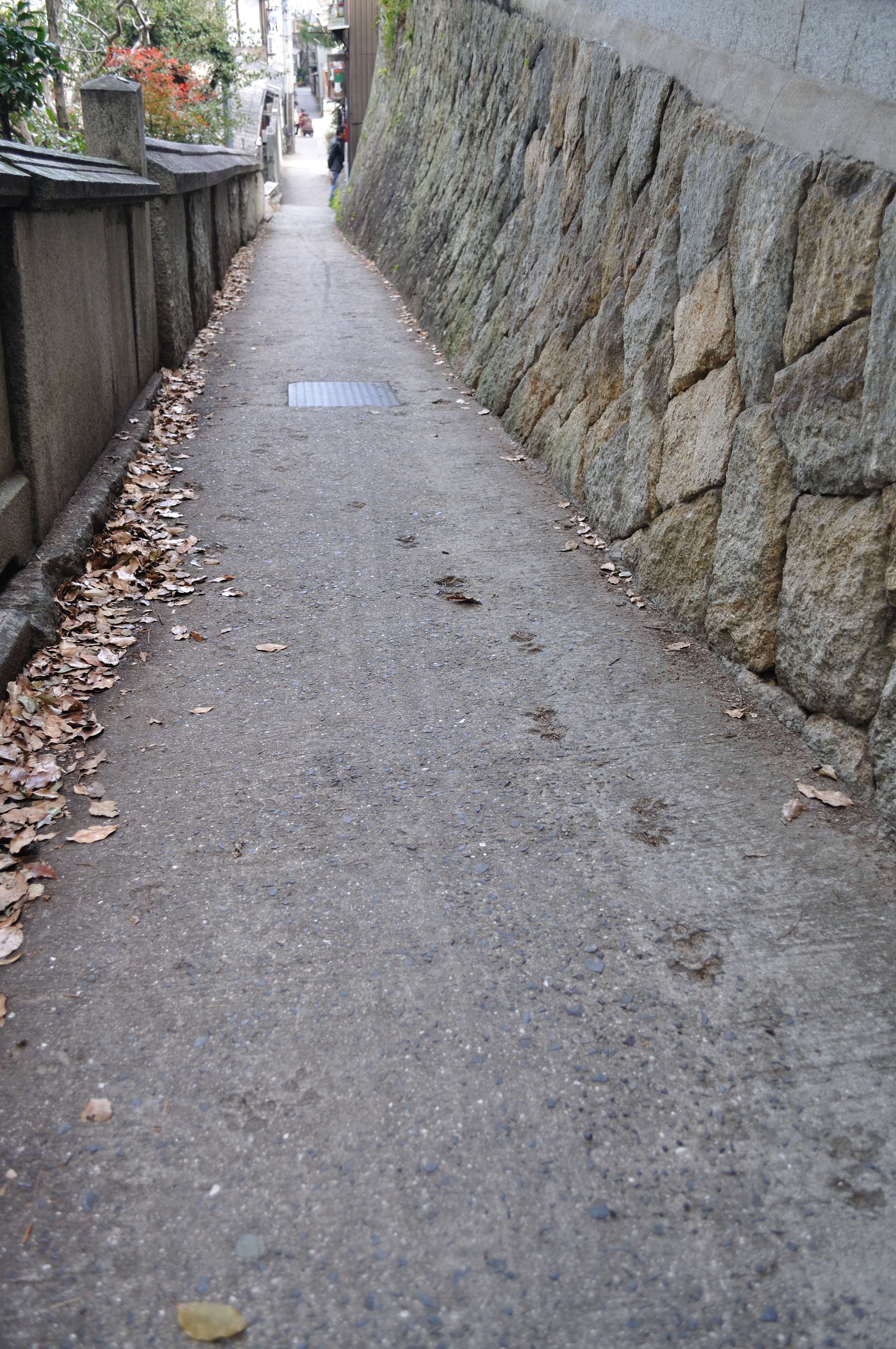
艮神社脇の細道（尾道）。現在は猫の細道と呼ばれる。

高校1年生の芳山和子は3月、学校のスキー教室に来ていた。夜、ゲレンデで幼馴染の堀川吾朗と話している場に同級生の深町一夫が現れる。3人が集合場所へ戻り、皆が揃って下山しようとするとなぜか一夫のスキーセットだけが見当たらない。一夫は帰路の列車では途中の駅で野草を摘む。
新学期となった4月16日の土曜日。和子と一夫、そして吾朗は放課後に当番で理科教室の掃除をする。吾朗と一夫にカバンを取りに行かせ、和子が1人理科教室にいると、無人のはずの隣の実験室から物音が聞こえた。和子が実験室に入ると白い煙が漂っており、それを嗅いだ和子は気を失い倒れてしまう。吾朗と一夫に保健室に運ばれた和子は、実験室で起きたことを話したところ、吾朗はそんな形跡はなかったという。2人の先生とともに確かめてみるが実験室は綺麗になっていた。奇妙に思いながらも和子は吾朗と一夫3人で下校する。途中寄り道した一夫の家の温室で、和子は実験室で嗅いだ香りが漂っていることに気付く。「ラベンダーを栽培しているんだ」という一夫。
月曜日、和子は元気に登校する。しかし、違和を感じて部活を早退した。その夜地震が起き、吾朗の家の辺りで火事が起きていると知った和子は家族の制止も聞かず近くまで行く。心配した一夫もそこにいた。火事が小火とわかって帰宅する途中、和子は何者かに襲われ、気が付くと自室のベッドで目覚めたところだった。その朝、和子が吾朗と昨夜の事件を話しながら歩いていると、突然お堂の屋根瓦が落ちてくる。気が付くと再び和子は部屋のベッドにいた。変な夢ばかり見ると思いながら和子が登校すると、今日は18日の月曜だという。吾朗に昨夜の出来事を話すが吾朗はそれを知らない。さらに植物採集で学校を休むと言っていた一夫も登校していた。授業が始まれば、以前やった問題が出される。和子は訳が分からなくなり、一人悩む。
和子は部活を早退し、立ち寄った一夫の家で悩みを相談する。一夫は驚きもせず、和子に起こった出来事を理解しようと論理づけながら話をする。和子は幼い頃一夫と事故に遭い、ともに手に傷を負った過去があった事を思い出す。「嫌だわ、普通じゃないのって」と、和子は苦悩する。その夜、和子の予期した通り地震が起こる。今度は火事が起こる前の吾朗の家近くに来ると、そこには一夫も来ていた。「慌てなくても大丈夫って教えてあげようか」という和子に「なんて説明するんだい?」と一夫は答え、2人は火事の現場を後にする。帰路の中、一夫は和子にテレポーテーションとタイムトラベルを一緒にしたタイムリープという能力を持ってしまったのだと説明する。別れ際、一夫が差し出した手に傷跡がないことに和子は気づく。
翌日、登校途中やはりお堂の瓦が落ち、和子は吾朗を助ける。その手にはなぜか傷跡があった。疑問を抱いた和子は、登校せずに一夫の家の温室でラベンダーの香りを嗅ぐと、一夫が植物採集をしている海岸に現れた。
本当のことを知りたいという和子に、一夫は「あの土曜日の実験室に戻る」ことを強く念じるように答える。そして土曜日に戻った和子が実験室に入ると人影がいた。それは一夫だった。一夫はそこで自分の正体が西暦2660年の薬学博士であること、緑がほとんど絶滅した未来の世界で植物の成分が必要になり過去の世界にラベンダーを求めてやってきたこと、記憶操作を用いて息子一家をなくした老夫婦の孫として住みつき、和子が持つ吾朗との記憶を自らにすり替えていたことを明かす。一夫がこの世界に来たのはスキー教室の時だった。だが、一夫は未来に帰らなくてはならず、関わったこの時代の人間から自らの記憶を消さなくてはならないと述べる。自分も一緒に連れて行ってほしい、それが無理なら一夫の記憶を大事にして生きたいと嘆願する和子に、例外は許されないと一夫は答え、再びこの時代に来ることがあってもそのときには自分だとわからないと告げながら薬品をかがせて、和子は気を失った。
それから11年後。和子は薬学の研究者となっていた。そんなある日、勤務先の廊下で一人の青年に道を尋ねられる。青年は確かに一夫だったが、和子はそのことに気づかないまま行き先を教え、二人は別の方向に歩いていくのだった。

## キャスト
芳山和子
演 - 原田知世、新井雅（3歳時）、新井瑞（5歳時）
高校2年生。明朗活発な女の子で、ロマンチストで夢見がちな所がある。普段はしっかりしている方だが、吾朗に言わせると少々お姉さんぶったところがある。弓道部に所属。
子供の頃に自宅で遊んでいた時にはずみで鏡を割ってしまい、その時負傷した右手に今でも傷が残る。作中では、映画の挿入歌である『愛のためいき』(桃栗三年柿八年の歌詞の歌)を歌っている。
実験室でラベンダーのような匂いのする薬品を嗅いでからタイムトラベルとテレポーテーションを同時に行う「タイムリープ」による不思議な体験をするようになる。特殊能力を得て喜ぶのではなく、以前の自分と変わってしまったことで不安な日々を過ごす。
深町一夫
演 - 高柳良一、平野仙丈（5歳時）
和子のクラスメイト。物静かで落ち着いた性格だが、気づいたらいつの間にかそばにいるようなタイプ。和子からは「いつもいるんだかいないんだかわかんない」と評されている。小さい頃に和子の家でひな祭りを一緒に祝うなど仲がいい。祖父母の影響で、自身も植物が大好き。部屋にポプリを飾っている。不思議な体験をするようになって落ち込む和子に気遣い、励ます。正体は西暦2660年から来た薬物学者。つまり未来の人間。未来ではなくなった植物を求めて過去にきた。
堀川吾朗
演 - 尾美としのり、加藤岳史（5歳時）
和子のクラスメイトで幼馴染。現実的な考え方を持ち、ロマンチストな和子とはお互いの考え方の違いに呆れている。成長期ということもあり、いつもお腹を空かせていて作中では「腹減った〜腹減った〜」などと歌っている。休みの日などは家業を手伝っており、普段とは別人のように真剣に取り組んでいる。

### 和子の高校の関係者
神谷真理子(かみや)
演 - 津田ゆかり
和子のクラスメイト。学級委員らしく毎日の日付を黒板に書いたり、福島からの頼まれごとなどをこなしている。
福島利男
演 - 岸部一徳
和子の高校の国語教師。朗らかな性格で、授業中寝ていた吾朗にも怒らずに冗談めかして生徒たちを笑わせている。作中では最近理科の実験室に誰かが勝手に入られた形跡があるため新しく鍵をつけた。
立花尚子
演 - 根岸季衣
和子のクラス担任。福島に好意を寄せていて、彼の誕生日にネクタイをプレゼントした。

### 和子の家族
芳山哲夫
演 - 内藤誠（友情出演）
和子の父親。地震が起きた時は、食卓にあった洋酒のボトルを持って外に出た。11年後成人した和子の結婚や仕事についてはのんびりと構えており、和子の好きなようにやらせている。
芳山紀子
演 - 入江若葉
和子の母親。和子が高校の理科実験室で貧血で倒れたため、その後も少し心配している。また後に成人しても、化粧っ気のない和子の結婚を不安視している。
芳山良子
演 - 山下陽子（7歳時）、岡寛恵（18歳時）
和子の妹。食卓のそばにある日めくりカレンダーを毎日めくるのが日課。いつも登校前の和子により、自身の朝食のおかずや飲み物をつまみぐいされている。11年後、明るく快活な女子学生になる。

### 吾朗と一夫の家族
堀川貞子
演 - きたむらあきこ
吾朗の母。醤油屋を営む。息子には大学に行って欲しいが、本人は進学せず家業を継ぐつもりであることに気をもんでいる。
深町正治
演 - 上原謙（特別出演）
一夫の祖父。自宅の庭にある温室でラベンダーなどの様々な花を育てている。たつとは仲睦まじく庭のテーブルでお茶と共に話をして楽しんでいる。
深町たつ
演 - 入江たか子（特別出演）
一夫の祖母。事故により亡くなった息子たち夫婦の代わりに一夫の育ての親として愛情を持って育てている。
一夫の父親（写真）
演 - 松任谷正隆
一夫の母親（写真）
演 - 山口保代

### その他
竹尾源造
演 - 升元泰造
時計屋の男
演 - 高林陽一（友情出演）
大学の女性研究員
演 - 黒岩美穂子
11年後、大学に残って薬学の研究を続ける和子の指導者。年頃なのに研究に没頭している和子に「たまにはデートでもした方がいい、すぐにおばあちゃんになってしまうわよ」とアドバイスしている。
喪服の女
演 - 明日香いづみ
生徒
演 - 小河麻衣子、石井きよみ、内藤研
自転車の少年
演 - 本岡隆
路地の老婆
演 - 高橋ます乃
弓道の先生
演 - 山崎澄男
野次馬
演 - 堀川寅夫
僧侶
演 - 高橋康照
弓道部員
演 - 広島県立三原高等学校弓道部

## スタッフ
- 原作：筒井康隆
- 製作：角川春樹
- プロデューサー：山田順彦・大林恭子
- 監督・潤色・編集：大林宣彦
- 助監督：内藤忠司
- 脚本：剣持亘
- 撮影：阪本善尚
- 録音：稲村和己
- 照明：渡辺昭夫
- スチール：遠藤功成
- 美術デザイン：薩谷和夫
- 作画合成：岡田明方・山田孝
- 人形製作：桑原実絵
- 音楽監督：松任谷正隆
- 音楽プロデューサー：高桑忠男・石川光
- 音響デザイン：林昌平
- 主題歌：「時をかける少女」 歌：原田知世、作詞・作曲：松任谷由実、編曲：松任谷正隆
- 挿入歌：「愛のためいき」 作詞：平田穂生、作曲：大林宣彦
- 製作：角川春樹事務所
- 配給：東映

## ロケ地

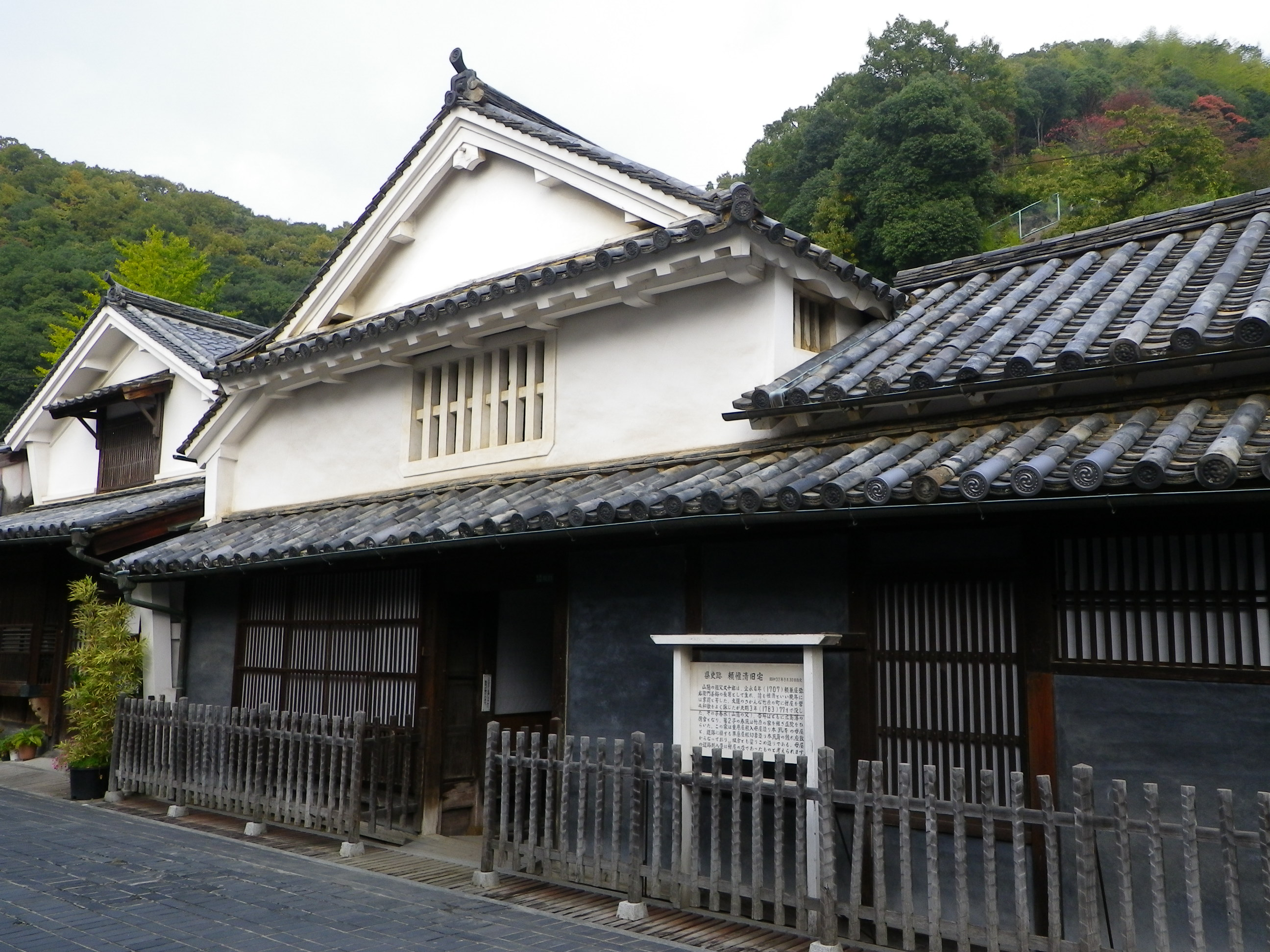
頼惟清旧宅
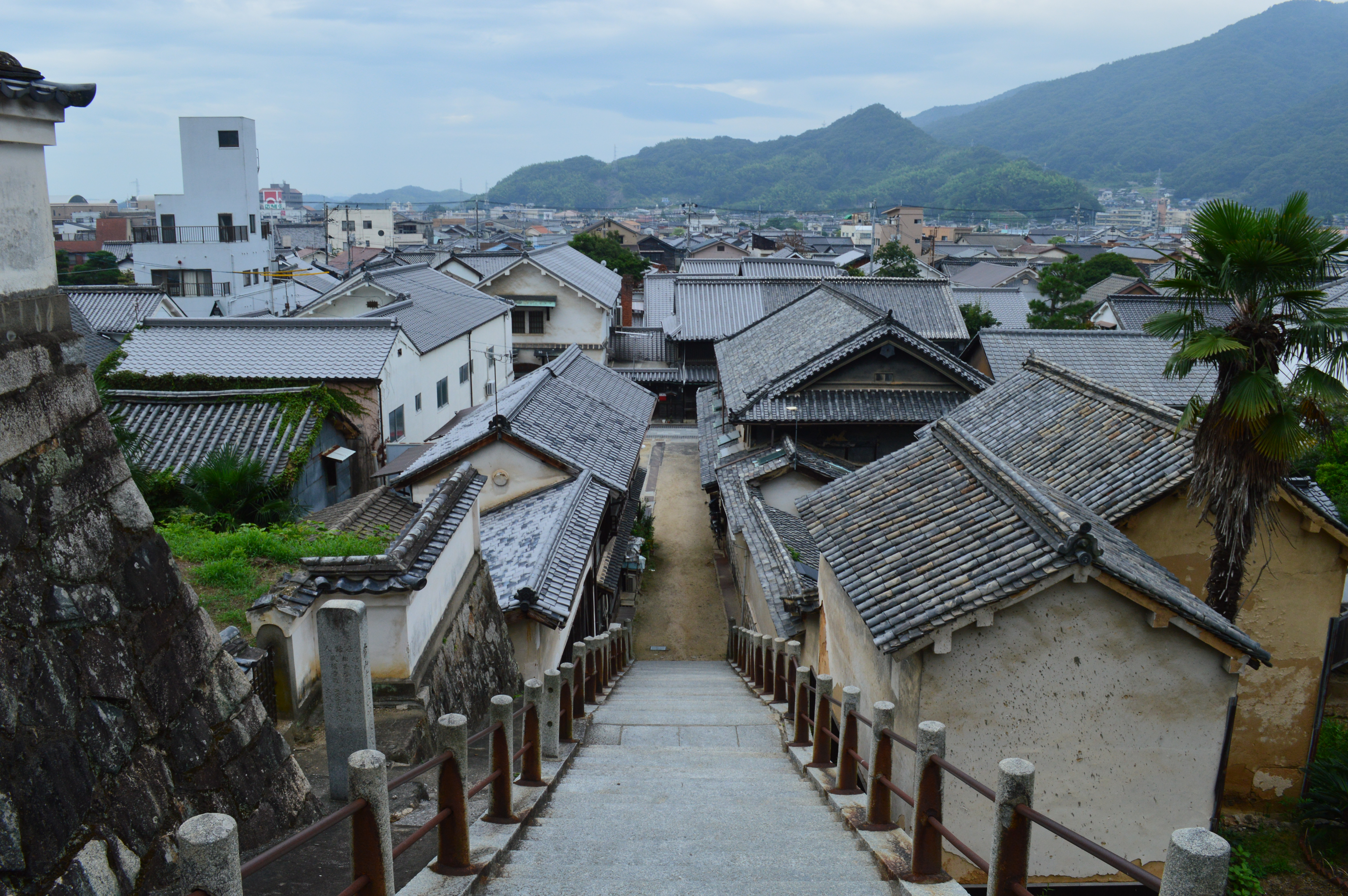
西方寺石段

- 広島県尾道市[8][9][10]
  - 艮神社[11][12]
  - 尾道市立長江小学校[13]
  - 深町家は長江にある当時は無人の民家[8]。温室は建設されたもので撮影後に取り壊された[8][14]
  - タイル小路（道に埋め込まれたタイルのみ現存）福善寺近く[8]

- 広島県竹原市[3][9]
  - 胡堂（竹原市本町三丁目）[3]
  - 頼惟清旧宅（同上）
  - 西方寺[3]
  - 堀川醤油店[3]

- 広島県福山市
  - 福山大学[9]

- 新潟県南魚沼市・十日町市
  - 上越国際スキー場[9]

- 静岡県賀茂郡西伊豆町
  - 黄金崎[9]

- 頼惟清旧宅
- 西方寺石段

## 製作

### 企画経緯
薬師丸ひろ子が『セーラー服と機関銃』の後に休業したとき、ポスト薬師丸ひろ子を求めて「角川映画・東映大型女優一般募集オーディション」が行われた。同オーディションの優勝者には映画『伊賀忍法帖』で真田広之の相手役を務めるという特典があったため、真田のファンだった原田知世もオーディションに参加した。優勝は渡辺典子で、渡辺が真田の相手役を務めたが、特別賞は設けられてなく、原田は審査員席にいた真田にも会えたし、「やった、夢が叶った、帰るぞ」と思っていたら、角川春樹プロデューサーの目に留まり、急遽特別賞を作ってこれに受賞し芸能界入りした。原田は当時14歳で、年齢が応募基準に満たなかった。急な受賞で「これから私はどうなってしまうのだろう」というのが正直な気持ちで、頭が混乱している状況だったという。その後、薬師丸ひろ子主演映画をテレビドラマ化した『セーラー服と機関銃』『ねらわれた学園』のヒロイン役を経て、本作で映画デビュー・初主演を果たした。しかし角川は期待したほど原田が伸びなかったことから、大林に「これ以上続けても芽が出ないから、可哀そうなのでもうそろそろ引退させようと思う。芸能界のようなところで過ごさせたくない。故郷に帰って誰かの嫁になって幸せになって欲しい。それで1本だけ引退記念に映画を撮ってやりたい」と伝え、「原作のヒロインのイメージも、タイトル自体もぴったり」と、「中身は大林さんがどう変えてくださってもいいですから、『時をかける少女』という原作名で、尾道で撮影してください」と頼んだ。「『時をかける少女』を尾道で、と閃いたのは何故かと訊かれても、直感としかいいようがない」と角川は述べている。大林に要請したのは、原田が『転校生』をとても気に入っていたからと言われる。
角川と大林は、この映画の8年前、大林が音楽監督を務めた高林陽一監督『本陣殺人事件』（1975年）の試写室で知り合った。大林はアメリカ映画『ある愛の詩』が大ヒットした時、角川が原作小説の日本語版の版権を安く手に入れ、プロモーションを展開していることを知り、「あなたが『ラブ・ストーリィ』に目をつけたのは、なかなかですね」と褒めた。大林はその後『金田一耕助の冒険』（1979年）と『ねらわれた学園』（1981年）で角川映画のメガホンを取った。
角川は「本当は自分が結婚したいくらいだけど、年齢の差で無理だから、息子の嫁にしたい」というほど原田に惚れ込んでおり、大林は故郷の尾道でまた映画を撮るつもりはなかったが、角川の原田に対する思い入れを汲み取り、プライベートフィルムというニュアンスで監督を引き受けた。二本立ての併映は薬師丸ひろ子主演の『探偵物語』で、観客動員は保証されていたため、大林は若者に理解されなくても自分たちが楽しめるもの、大正ロマンチシズムをやろうと考えた。大林はのちに「あの映画は完全に僕と春樹さんの幻想の中の少女なんです」と語っている。
大林はNHK少年ドラマシリーズ『タイム・トラベラー』を観ておらず、『ねらわれた学園』と合わせ、SFファンから「大林さんはSFはやめた方がいいよ」と言われたこともあり、原作のSF的なところ、屈折した若者像など現代的なところは全部省いた。大林は原作を純文学と捉え、「『時の壁』というしばりの恋愛映画」として撮影した。大林は福永武彦の小説『夜の時間』を引き合いに出し「芳山和子と深町君とは、かりそめの形而上学的な愛で、本当は深いところで。吾朗ちゃんと愛し合っている。彼女は、そうした現実の愛に目が向かなくて、理想の愛の中で迷子になってしまうという、極めて純文学な物語」と述べている。音楽監督の松任谷正隆には、参考のためアメリカ映画『ある日どこかで』（1980年）のビデオを渡した。

### 脚本
脚本の剣持亘は『転校生』を最後に映画界を去ってその頃（1982年6月）出版業界に転職し、講談社の『スコラ』の編集次長になっていた。大林が製作を決め、大林が剣持に脚本を頼みに行ったが、剣持は『スコラ』の売り上げを驚異的に伸ばしていて忙しく、夏休み中にハコを書いてくれと頼み、大林は尾道で休暇を取っていた。東京に戻り剣持に連絡を取るとまだ一行も書いてないと言われた。その日は講談社の退職パーティで、退職するまで一ヵ月かかったと聞かされた。剣持にとって『転校生』が映画界への想いを個人的に綴ったサヨナラのシナリオなら、『時をかける少女』はプロとして再生した第一回作品となった。剣持脚本はそこから、撮影が始まる直前まで7、8か月かかった。大林も潤色という形でシナリオに関わっている。剣持による本作のシナリオは角川文庫より発売されている。また大林が実際に撮影で使用した、映画と全く同じの大林所有の撮影台本が『バラエティ』1983年8月号の40–49頁に採録されている。

### 撮影をめぐって
撮影は大まかに分けると、スキー場（上越国際）、スタジオ、尾道という順番で行われた。ポスターの撮影は東京の日本大学鶴ヶ丘高等学校の生物室を使用し、撮影を見学した同校の高校生達は試写会の招待状を貰った。
本編中に映る桜は実際のロケ時にはまだ開花しておらず、登校シーンなど多くのカットはマット合成と散る花びらを用いることによって表現している。
大林は古典的なたたずまいを持つ原田に「竹久夢二の絵のような、現実にはいない少女」をやってもらおうと考え、ヘアメイク担当者には中原淳一の絵のイメージを伝えた。あえて時代錯誤の演技指導を行い、カメラを正面から見つめさせ、カメラの向こうにいる自分の目を見て台詞を言うように指導した。今どきの猫背っぽい動きにならないよう、「ハンガーを入れているようにして歩きなさい」と教えると、原田は「窮屈です。木彫の人形のようです」と言ったという。
角川と大林は本作1本を原田にプレゼントして映画界から辞めさせようと考えていたため、原田の中学の卒業から高校の入学までの短期間に強行軍28日間で撮影した。通常1本の映画を撮るのは最低でも35〜40日、メジャーだと2ヶ月はかかる。必然的に徹夜での撮影が増え、キャスト・スタッフともほとんど睡眠を取らず、長時間の撮影で1日7回以上も食事が出た。大林によると、ずっと働いているスタッフといえど食べるのに飽きかけているときでも原田は豚汁を何杯も食べ、（残すと捨てざるを得なくなるので）スタッフに運んで食べるよう勧めて回った。その心遣いにカメラや照明などのスタッフが「頑張って撮ろう」という気になったと大林は話している。原田は「今日は暗いうちに帰れるんですか」という言葉も残している。原田は太ってラストカットの頃は顔が丸々していると話している。原田は元々食が細かったが、この撮影ですごく食べられるようになったという。大林は28日間で撮るという約束をきっちり守り、原田の中学校の卒業式と高校の入学式に出席した。
断崖絶壁で植物（ラベンダー）採集をする深町一夫のところに芳山和子が駆け寄るシーンは、安全な場所での撮影を後ではめ込んだものではなく、本当の断崖絶壁で撮影されたもの。ロケ地は、静岡県西伊豆町の黄金崎と竹原市の黒滝山。崖の下に打ち寄せる波だけは後から合成されたものであるが、それ以外は全て実写。この撮影の際、深町一夫を演じる高柳良一が、隣りの足場に移動したとたん、それまで立っていた足場がまるごと崩落するハプニングが起き、大きな岩が谷底で砕け散った。高柳は「もう俳優なんてやってられない! 平凡なサラリーマンになって、休みの日には妻と子供を連れて焼肉屋に行くような生活をするんだ!」と叫んだ。大林監督がそれを面白がり、『天国にいちばん近い島』で小林稔侍の台詞にそのまま使った。高柳は言葉通り俳優を辞め、今日家族にその約束を果たしているという。クライマックスの断崖からのタイムトラベルはブルーバック合成ではあるが、当初のスタントで撮影を行う予定から変更され、高柳・原田本人が1.5メートルの合成素材から飛び降りている。
エンディングは実験室で倒れた原田が起き上がり、主題歌「時をかける少女」を歌いながらそれまでの名場面を巡る。原田のためのミュージック・ビデオのような映像は、大林が最初からこのエンディングを作るため、本編の撮影が終わるたびに、もう一度同じ構図で原田の歌う場面を撮影し、それらを編集したもの。これを作った理由を大林は「映画で原田をストイックな役に閉じ込め、映画にこだわるという意味で我慢して引きで撮り、原田のアップも笑顔も撮らなかったため、その我慢していた分を、カーテンコールで発散させた」と述べている。原田は「床に倒れていたのに、起き上がって歌い出したり、何をやっているのか分かりませんでした。見物人のいるロケ撮影ではすっごく恥ずかしかった」と話している。役者は大林が何をやりたいのか、ほとんど分かっていなかったといわれる。みんな一生懸命お芝居をして精魂尽き果てた後で、大林からこのエンディング用の歌と振り付けの指示が出るため、舞台女優として既に名声を誇っていた根岸季衣あたりは、かなり混乱していたという。出演者は歌う原田を優しく見守ったり、体を揺らしてリズムを取ったり、桜の花びらを花吹雪に見立てて原田にかけたりして、新しいアイドルの誕生を祝う。原田のNGシーンを挟んで、拍手が鳴りやまないカーテンコールの中、神社の境内を下駄を履いた原田が遠くからこちらに駆け寄り、カメラの前ではにかむ。素に解き放たれた少女が銀幕の境界を越え身近に感じる。このカットは撮影がほぼ終わった時に撮ったもので、カメラの向こうには共演者やスタッフがおり、大林は「間に合った、学校に戻れるね」と声をかけているという。笑顔の途中で原田はチラッと横を見るが、その時の頼りなげな表情に少年たちの心がオチた。大林いわく「カット」の声がかかったあと、役者が「OKだったかな?」と監督の顔を伺う表情だという。「彼女の伸び伸びとした姿も、記録として残しておきたいと思ったんです。映画の中で、知世を大正ロマンチシズムの世界に閉じ込めてしまっていた。だから、『カット！』のあと、『さぁ、ふだんの、いつもの知世に戻ろう！』と言って、撮ったんです」と話している。　

### 演出について
堀川吾朗役は現実の少年、日常中の少年のため、吾朗役にリアリティがないと、話が全部絵空事になるという判断から、可哀想すぎる役ながら、作品のヘソをきっちり抑えて欲しいと尾美としのりを起用した。深町一夫役の高柳良一には、「突っ立ていろ、セリフは棒読みでいい」と伝え、高柳にボイストレーナーを付けて指導させて、味のある棒読みをさせた。三人のイメージは、ミッキー・ルーニーとピーター・ローフォードか、ロバート・テイラーの間にいたジュディ・ガーランド。
尾美としのりの18本を凌ぐ計27本の大林作品に出演した根岸季衣は本作に関して「本当に変な現場に来て、失敗したかなと思っていたんだけど、徹夜徹夜で疲れて、高柳君と知世ちゃんが2人で寄り添うようにして、ほっぺたをくっつけ合うようにして、寝ちゃっている。それを見て私、涙が出て、ああ、ここにも青春があるんだと思いました。映画の現場はビジネスと足の引っ張り合いだけのところだと思っていたら、ここには青春があるんだ、これは素敵な現場だと思って、私はあの映画を一生懸命やりました」と述べている。また本作の撮影中に大林監督が話した言葉でずっと鮮明に覚えていたことがあり、原田をはじめ若い役者が躍動する現場に根岸が「かつては私もあんなふうだったけど、今では"青春"を見つめる側になってしまいました」とポロッと言ったら、大林が「いや、僕たちも青春を生きているんです。ただ、彼らの場合は"無自覚の青春"で、だからこそ、そこに輝きがあるんですよ」と言ったという。根岸は「そういう意味で、大林監督は、ずっと"自覚した青春"を生き続けた方なんじゃないでしょうか」と述べている。
根岸まではいかないが、やはり映画では大林作品の出演が一番多い岸部一徳は、本作で大林映画に初参加。

### 技法面での特徴
オープニングの「A MOVIE」の字幕の前に出る、「ひとが現実よりも理想の愛を知ったとき、それはひとにとって、幸福なのだろうか？不幸なのだろうか？」という言葉は、筒井原作にも剣持脚本にもない大林が自身の撮影台本の1頁に書き記したもの。この文言が映画の全てを物語る。
巻頭のシークエンスでスキー場の後、汽車に乗って平野を走る場面で、モノクロ画面が風景の一部ずつからカラーになるという技法は、フランス映画『悲しみよこんにちは』からで珍しくないが、画面の中央だけがカラーで端がモノクロという技法はこの映画が最初ともいわれる。
このシーンは時計屋の男として出演する大林の盟友・高林陽一の8ミリ映画『すばらしい蒸気機関車』の中から、幾つかのカットを使用する案があったが流れた。列車の窓から見える菜の花畑は黄色いタオルを敷き詰めたもの。走る列車はミニチュアでの撮影を予定していたが機材トラブルでNGとなり、スタッフが電車の中吊り広告でSLやまぐち号の広告写真を見つけ、急遽、同列車が走る西日本旅客鉄道山口線の徳佐駅近くでSLの走行を撮影し、後に日本アルプスの雪山を合成した。菜の花畑を見て芳山和子が「季節という時間がゆっくり動いてゆくのは分かるみたい」と話し、多感さ故にタイムリープする能力を持つことが宿命づけられた少女を予感させる。また堀川吾朗が深町一夫に席を譲るシーンは、その後の二人の位置関係を暗示させる。この菜の花畑のショットは、彼女たちの教室の壁にカレンダーとして掛けられている。
瀬戸内海沿岸の尾道市と竹原市が舞台だが、クライマックスでの合成の海（波）を除き、海が背景に写りこんでいない。これは意図的な演出。このシーンは原作にはなく、大林が尾美をキャスティングしたことで思い付いたもので、尾美自身も一番印象的なシーンとして挙げている。原田が尾美に話しかけたら「ごめん、黙っていてくれる?」と言われ、その後、原田が高柳に話しかけたら「何でも言ってごらん」といわれる。原田の気持ちが高柳に傾くきっかけとなる重要なこのシーンは、大林が現場で台詞を書き足したもの。大林は「恋愛映画というのは、三角関係で描くんです。なぜ三角関係にするかというと、1人の男性が持っている2つのキャラクターを、あえて2人に分けているんです。だから吾朗と深町君は1つの人物なんです。人間は相手によって、どちらかが出てしまうものなんです。そのことが人を不幸にしたり、幸せにしたりするんです」と説明している。
タイムスリップのシーンはどう撮るか頭を悩ませた部分。当時は『トロン』のコンピュータグラフィックスが話題を呼んでいたが、大林はそれでは魂のリリシズムにならない、ファッションとしてのSFになってしまうとできるだけSF的な絵は避けたいと考えた。それでデジタルのコンピュータグラフィックス的な絵で飾るのではなく、古いアルバムをパラパラとめくっていくような感じ、残像の中で垣間見えた景色によって時をかけていく、いつか見た懐かしい風景でないと、このドラマは成立しないとこの方法を思いつくまで苦労して、タイムスリップのシーンは250枚撮りモータードライブのスチールのカメラでコマ撮りで撮った。ロケハン段階から1メートルごとにシャッターを押す方法。「おそらく世界で初めてスチールカメラでタイムスリップを撮ったSF映画」と大林は話している。それまで抑えていた映像テクニックが、ここで奔流のように一気に噴出し、コマ撮り、アニメーション、合成、多重露光、ソラリゼーションなど、二重三重に絡み合い、魔的映像を現出させた。しかしこれらの特殊効果テクニックは、本作の20年以上前の自主映画時代から大林の根幹を成す手法であった。
深町（高柳）と芳山和子（原田）の別れのシーンでの、深町のセリフ「僕も好きだよ、未来よりこの時代が。みんなのんびりしていて、優しくて、温かい人ばかりで」は、大林と同郷の小説家・津原泰水は「この雰囲気は瀬戸内海沿岸そのもの」と解説している。
11年後の未来部分は原作にはないオリジナルで、公開当時から賛否両論あった。原作では和子と深町の別れで話は終わるが、大林の描こうとした愛の運命の物語にとっては、再び巡り来る(べき)愛の邂逅はどうしても欠くことの出来ないシーンであった。哀切溢れる二人の別れのシーンでは、巧妙なカット割りで和子と深町の視線を一度も交えさせず、11年後の再会で初めて同一フレームの中で和子と深町の視線が交わる。この視線のやりとりは、コンプトン・ベネット監督の『フォーサイト家の女』（1949年)のラストシーンの引用。エロール・フリンのグリア・ガースンのやりとりが大林は大好きで、少年時代に学校の廊下で真似をしていた。
去って行く深町の遠近感がグーッと引き伸ばされるように歪む、被写体のフレームサイズは変わらないのに背景だけが動いていくという撮影技法（ドリーバック・ズームアップ）は、アルフレッド・ヒッチコックが『めまい』で発明して、その後、多くの映画やCM、テレビドラマで使われるようになったもので、英語では『めまい』のタイトルそのまま「vertigo Shots（めまいショット）」、あるいは「Dolly zoom」「The 'Trombone' Shot」などと呼ぶようであるが、日本では大林がこれを初めて使用し「逆ズーム」と命名したという。大林は「『めまい』の頃は、子供だった故で、あれーと思ったが、それっきり。この手法に意識的に出会ったのはロジェ・ヴァディムの『獲物の分け前』のラストで、ジェーン・フォンダがひとり生きる部屋のシーンで床がスルスルと奇妙に伸び続けた。これをキャメラマンの長野重一と発見し、1970年のマンダムのCMで阪本善尚と使用したのが、日本で初めての例。私が"逆ズーム"と命名して、その後数々のCMで使用した。『時をかける少女』では阪本キャメラマン設計の逆ズーム装置を使用して、幻想的な画面効果を得ることができた」と話している。
2011年のトークイベントの際、毎年1回授業で日本文学専攻の学生に『時をかける少女』を分析させているという大学の教員から「深町君が芳山さんに顔を黒く塗ってお別れするシーンが分からない。黒く塗る作業に何か意味があるのですか」という質問を受けた。これは1942年の『スイング・ホテル』からの引用という。

### 設定や作中の事物について
原作、シナリオでは浅倉であった吾朗の姓が完成版では「堀川」となっているのは、竹原市に実在する醤油店（ほり川を参照）を吾朗の実家として撮影する際、美術が立派な看板を作るので、撮影後も看板を記念に残して使えるようにとの配慮から直前になって変更したためで、看板はその後も長い間醤油店の店先に掛けられていた（破損のため現在は二代目）。
物語のキーとなるラベンダーは、本作で広く知られるようになったといわれる。
「桃栗三年柿八年」の歌は監督の大林が作曲したオリジナルのもの。ちなみに「柚子は九年でなりさがる、梨のばかめが十八年」と続く。
2000年代以降に生まれた人たちには、原田が保健体育のシーンで履くブルマーの体操着が珍しく見えるかもしれない。
特筆すべきが原田に下駄を履かせたこと。当然下駄を履き慣れてはいないであろう原田は、このアンバランスな履物を履くことによって、演技者としての自由を奪われ、逆に少女の不安とためらいを体現した。素足で下駄を履くことのエロティシズムと、それを裏切る肉体と心のアンバランス。さらに火事騒ぎから帰宅する原田がタイル小路付近の石畳に反響する下駄の足音におののき、口を塞がれるレイプを予感させるシーンもある。本作の大ファンを公言する宇多丸は、深町一夫君は"未来から来た昏睡レイプ犯"説を唱えており、ラジオでゲストに呼んだ大林にこの持論をぶつけると、大林は「その通り」とあっさり認めた。"昭和の脱がせ屋"との異名を持つ大林にとって、先のブルマーと合わせ、原田を相手に苦心の跡がうかがえる。大林マジック満載の本作は、熱烈なファンにとっては、1カットもおろそかに見られない緊張感も溢れる代物である。　
本作のカレンダーは公開された1983年のものとなっている。またラストの場面が1994年に設定されたのは、この年の日付と曜日の対応が1983年とまったく同じであることが理由であった。芳山家のカレンダーの上に見える短冊は富岡鉄斎がデザインした「昇龍と火用慎」であり、現在でも鉄斎美術館で頒布されている。
東映の内藤誠が原田の父親役で結構な棒読みで出演するのは、前年の内藤監督の映画『俗物図鑑』に大林が出演したお返し。
本作の主人公は、当時としても古めかしいほど丁寧な言葉遣いや所作を行い、映画を鑑賞した作家の林真理子は、製作者の角川に対して「当時、あんな女子高生はいなかった」と苦言を呈した。角川は後に「どこにもいない女子高生を描いたことが普遍性に繋がった」「初めから古いものは決して古くならない」と述べている。
ラスト近くの上原謙と入江たか子が演じる祖父母の描写は、脚本に書かれておらず、監督の大林が現場で付け加えたものである。これについて製作者の角川は、「アイドル映画であっても、家族を亡くした老夫婦の感慨を加筆しないと自分の映画にならないと大林さんは考えていた。商業映画であると同時に”プライベートフィルム”じゃなければならないということを改めて教えられた」と語っている。
ラストのカーテンコールの演出は、大林のアイディアである。角川春樹は「深作欣二が『蒲田行進曲』で二番煎じでやったけど、あの手はもう誰も二度とできないでしょう（笑）」と述べている。
劇中、高柳が岸部一徳演じる教員に漢文を習う場面があるが、高柳は実生活でも慶應義塾高校の教員であった瞳みのる（人見豊）の漢文授業を受けている。偶然にもザ・タイガースの元メンバー2人と「漢文の授業」という形で接することになった。

### 撮影記録
原田は撮影前に大林から「1本の映画に出演することは、映画史そのものに関わり合うことなんだ」と言われ、さらにプレッシャーがかかった。ただ撮影がハードスケジュール過ぎて途中から疲れで意識も朦朧となる時もあり、映画初主演の責任とか何も考えられなくなったと話している。1983年3月4日、静岡県西伊豆町の黄金崎でクランクイン。役者は原田だけで、スタッフは大林監督以下、10数人の少数編成。撮影部分は断崖絶壁でラベンダー採集をする深町を追って芳山和子が崖づたいに走るシーン。当地は自殺の名所で、原田は怖がりながらも何度もテストを繰り返した。テレビでの撮影スタートの合図は、「5・4・3…スタート」だったが、大林組（映画?）のスタートは「ヨーイ、ハイ！」で、最初はタイミングがつかめなかったという。
3月6日～7日、新潟県上越国際スキー場、学校関係の全出演者参加で冒頭のスキーシーン。当初、原田がゲレンデを滑り降りるシーンの撮影が予定されていたため、原田は事前に正月返上でスキーの特訓を受けていたがこのシーンは流れ、さらに怪我をされては困るとスキーも禁止された。
3月9日～10日、12日～16日、日活調布撮影所でスタジオ撮影。9日、土曜日の実験室シーン。ビーカーが床に落ちるタイミングとスモッグ（スモーク）をたくタイミングが合わず、その都度、セットをかたずけて何度も何度もリテイクが繰り返され、朝9時からの撮影は深夜3時に及んだ。10日、芳山家のセットでタイムリープ中に現れる原田と尾美の子ども時代の回想シーン。子役の新井雅の撮影が長引き、待機の原田は1日出番なし。実験室と芳山家のセットは隣接している。11日、芳山家セットで地震シーンの撮影。大林は小物一つにでも決して気を抜かず、キス人形も市販のものでは仕掛けが上手くいかないと製作期間1ヵ月、費用25万円をかけて製作した。また居間に飾られたひな人形は、ひな人形メーカーが保管していた大正時代のものを使用した。撮影終了は深夜3時で、睡眠不足の原田は近くの旅館に宿泊した。12日～13日、クライマックス近くの別れのシーン。撮影台本でも8頁もあり、長ゼリフも多く、原田・高柳とも撮影前から緊張し、ジョークも全く聞かれない状況。これを察した大林がスタッフを最小限に減らした。原田は今誰と別れたら一番悲しいかを考えたが、まだ恋の経験もなく、東京に母と姉が遊びに来て長崎に帰る時の淋しさを思い出して演技した。「時はやってくるものなんだ」などの台詞は現場で大林が思い付いた台詞。朝11時からの撮影だったが終了は翌朝になった。スタッフもくたくたで所構わず寝る者もいたが、限りなく朝食に近い夜食を食べ、撮影再開。土曜日の実験室シーンの続き。白い煙を吸い込み倒れ込むシーンで、火薬の仕掛けを使い迫力を出す。何度もリハーサルが行われ、原田もスタッフもフラフラ。前日の朝11時から数えて25時間後の13日正午に撮影終了。14日、10年後の芳山家のシーン。原田は26歳設定のため入念にメイクが施された。10年後の芳山家のセットも徹底した凝りようで、細かい小道具にも気を配り製作に1ヵ月かけた。この日は夜11時に撮影が終了し、原田が「今日は暗いうちに帰れるんですか」と思わず呟き、スタッフ一同思わず苦笑した。15日、スキー教室帰りの汽車の中のセット撮影。同年代の出演者が多く、原田も撮影の合間にお菓子を食べながらお喋りに夢中で楽しい撮影になった。汽車内の乗客は手の空いたスタッフがエキストラで参加。16日～17日、崖から飛び降りるブルーバック撮影。複雑なライティングに準備に半日。サウナ並みの暑さとなり原田も高柳も汗だく。1.5m程度の高さから原田は仰向けに、高柳はうつ俯せにジャンプしマットに落ちた。何度もテストを繰り返し、OKが出た時は2人ともクタクタ。この後撮り残し分を翌朝7時まで撮影した。
3月19日～4月4日、広島ロケ。3月19日、竹原市ロケ。堀川吾朗（尾美としのり）の醤油屋のシーン。原田がハンカチを返すシーンなどで、外には100人以上のギャラリーが集まり、原田はこれほど大勢の人の前で演技するのが初めてで緊張したという。夜は地元の消防団の協力で火事シーンの撮影が行われた。20日、時計屋の男役の高林陽一が参加。夜は火事シーンに繋がる西方寺での撮影。この日の夜は気温3度で、しかも原田は裸足、高柳はパジャマ姿で凍えながら迫真の演技。21日、雨で撮影中止。原田はひたすら寝込む。23日、原田と尾美の頭の上に瓦が滑り落ちる竹原市美観地区のえびす堂前のシーン。櫓を組んでの大掛かりな撮影で、10回以上のテストを重ね、スタッフ・キャストともホコリで全身真っ白になった。撮影終了後尾道へバス移動。24日、尾道深町家の温室。「ラベンダーは夏から秋にかけて北海道の一部にしか咲かない」と当時の文献に書かれており、現物は調達出来ず、200本全てが造花。近くで見ても本物と見分けがつかないほど精巧に作られており、製作費1本1500円。25日、上原謙と入江たか子が参加。26日、芳山家で地震の後、原田が外出するシーンなど。尾道は坂が多く撮影機材を運び入れるのに難航した。27日は休みの予定だったが、撮影遅れのため、休日返上で原田がタイル小路付近で口を塞がれるシーンなどが撮影された。28日、長江小学校で、体育館や教室のシーンが撮影された。久しぶりに同級生全員集合で地元の高校生70人もエキストラで参加。奇跡的に夕方に撮影が終了し、夜は尾道出身の大林の案内で、尾道ラーメン、ワッフル、アイスクリームと大食べ歩きツアーが敢行された。29日、前日と同じく学校と教室シーンと実験室で倒れた原田を保健室に運び込むシーンなど。保健室のシーンは意図的に長回しが用いられた。30日、また教室のシーン。角川春樹が陣中見舞いに訪れ、盛んにカメラのフレームを覗き込んだ。31日、前日の角川に引き続き、筒井康隆が神戸から駆け付けた。この日は原田が前の日に受けた授業と同じと気付く教室のシーンなど。4月1日、オーラスの10年後の再会シーンは福山市の福山大学で撮影。2日、再び長江小学校で新学期の登校シーン。実際の桜の開花を期待してこの日に撮影が組まれていたが、この年尾道は気温の低い日が続き、実際の桜の開花シーンが撮れず、造花をかき集めて、スタッフ・キャスト総出で拾って集めて、また散らすを繰返した。この日、原田と高柳以外のキャストは撮了。3日、竹原市黒滝山ロケ。岩肌にしがみついてやっと1人立てるくらいの足場での命懸けの演技でスタッフも全員緊張。下を覗くと「もうダメです！」と叫ぶほどで、高柳の足場が崩れ落ちたのはこの日で、高柳は前述のセリフを吐いた。夕方7時に撮影を終え無事下山。1983年4月4日、撮り残した細かい撮影を終え、午前中にクランクアップ。
撮影終了後、東京西早稲田のアバコスタジオで、約2ヵ月かけて大林自身による編集作業が連日徹夜で行われ、1983年6月頭に完成。映画少年大林が最も楽しんだのが編集作業で、編集には全くタッチしない映画監督も多いが、大林映画の肝は編集作業。ここでミラクルが現出することも多く、編集を全くやらない山田洋次が「こんな映画の作り方があるの?!」とビックリしていたという。大林の当時の睡眠時間は平均2時間ぐらいだったいう。

## 評価・影響
夏休みロードショー作品として公開された当時は、原田知世という無名の新人への期待の薄さから「また角川アイドルのSFモノか」とか「『ねらわれた学園』の二番煎じだろう」というムードが映画ファンの間にはあった。ほとんどの映画ファンが、女子大生になり、髪型をボブに変えた薬師丸ひろ子の復帰第一作『探偵物語』目当てだったのは言うまでもない。ところが映画が公開されると、この時代遅れの少女に多くの少年が虜になった。配給収入は『探偵物語』との二本立てで28億円を記録し、1983年の邦画興行成績2位となる。批評家の選ぶ「キネマ旬報ベスト・テン」では圏外だったが、読者が選ぶベスト・テンで第3位となった。
「時をかける少女」の映像化作品としては、NHK少年ドラマシリーズの『タイム・トラベラー』以来のものであったが、本作は尾道・竹原の情景や叙情性にあふれる演出、原田知世の清新な魅力、ジュブナイルを題材にとった先見の明などが人気を集め、その後の同作の映像化作品に多大な影響を与えることになった。最初の映像化作品である『タイム・トラベラー』は、ラストの別れに恋心を匂わせるのみだったが、本作は少女と青年の"純愛"を中心に据え、以降の映像化作品も全て"純愛"を基本とする大林版を継承した。ノスタルジックに少女の処女性を描く"大林マジック"は本作によって確立された。渡辺武信は「原田知世をアイドルとしての地位を確立させると共に、70年代にも散見されたものとは違う、請わば、"80年代アイドル映画"というジャンルを具現化した」などと評している。風野春樹は「ジュブナイルSFは少年が主人公になることが多いが、映画版になると少女が重要な位置を占め、ヒロインである少女が美しく撮られる。これこそが『時をかける少女』で、原田知世演じる、この世のどこにも存在しない少女に魅了された若者たちがかかった呪いなのかもしれない。『ねらわれた学園』と『時をかける少女』から始まった学園SFは、現在まで受け継がれている」などと論じている。角川春樹は「多くの人が『時をかける少女』を角川映画のベストフィルムとして挙げます」と述べている。原田知世は実は「花の82年組」の一人なのだが、あまりに本作の影響が大きく、「花の82年組」としては言及されることはない。タイムトラベルもの、タイムリープものの原点等、"アイドル映画の金字塔"として今日でも評価が高く、後にテレビドラマ、映画などで、その時々のトップアイドルを主役に据えたリメイクが何度も作られる契機を作った作品である。
松任谷由実が作詞・作曲し、原田が歌う主題歌「時をかける少女」はセールス累計58.7万枚、オリコンシングルチャート最高2位とメジャーヒットを記録し、原田は引退どころか、歌手・女優としてアイドル的な人気を得ることになる。『レコード・コレクターズ』2014年11月号の「特集:日本の女性アイドル・ソング・ベスト100 1980-1989」では、並みいる歌謡曲アイドルの名曲を抑えて"1980年代のナンバー1アイドルソング"に選ばれた。2019年8月23日放送の『ミュージックステーション』（テレビ朝日系）では、俳優の歌声を聴いた10代・20代の衝撃度を調査した『若者が驚いた歌う俳優ランキング20世紀編』でも第一位に原田知世が選ばれた。この楽曲の神話性を高めたのは、本作のエンドロールに於ける大林のミラクル演出によるもの。あまりのクオリティーの高さに途中、アイドル映画であることを忘れていた映画ファンは、エンドロールで「そうだった。これはアイドル映画だったんだ！」と我に返ったといわれる。本作品が民放でテレビ放映される際は、カットされることが多いが、地上波で最初のテレビ放映のとき、エンドロールをカットしたのは大林自身である。「エンドロールの映像は、知世のために作ってあげたシーンで、映画館で観てもらうためのもの。『テレビの前の人に観せるものか！』という思いで切りました（笑）」と話している。
青少年層を中心に多くのファンを獲得し、漫画・アニメ業界人のゆうきまさみ、出渕裕、とり・みき、河森正治といった人々が本作について書いたり語ったりしたことでさらにそれが広がった一面もある。彼らは同人誌「TOMO 16」を作って原田本人へ贈ったり、本作の翌年に原田主演で撮影された『天国にいちばん近い島』の一般エキストラに参加するほどであった。また、ゆうきは、原田が出演したテレビドラマ『ねらわれた学園』と内容をミックスしたパロディ漫画「時をかける学園」（「ねらわれた少女」とルビ）を執筆している。2003年『アイドル映画30年史』（別冊映画秘宝）誌上で、ゆうき、とりに三留まゆみ、田中良直を加えた4人で「20年目の『時かけ』座談会」が行われた。他に宇多丸など、近年も熱狂的なファンが多く、岩井俊二、本広克行
、谷口正晃、三木孝浩ら、後続の映像クリエイターに大きな影響を与えた。広告業界やテレビ業界にも『時をかける少女』が好きな人がビックリするぐらい大勢いるといわれる。2025年6月13日公開の松居大悟監督『リライト』は、本作のリスペクトから監督・プロデューサーの総意により、舞台を尾道に変更したという。松居監督は「大林監督の映画は、映画人としての共通言語としてある」と述べている。中川右介は「『時をかける少女』は青春映画とSFとを融合させ、日本映画にひとつの『型』を作った。『君の名は。』の大ヒットも、ああいう物語を受け容れる土壌を大林&角川映画が80年代に作り、日本人の『民族の記憶』として置いたからです」と論じている。ウッチャンナンチャンの南原清隆は「『時をかける少女』は高二の時、高松の映画館で観たんですが、知世ちゃんに今で言うところの『萌えた』というか、初恋のような感情を抱きましたね。観終わって、ふわふわした気持ちで商店街を歩き、自転車に乗って家に帰ったのをまるで昨日のことのように憶えています」と話している。高柳良一は「『時をかける少女』は何度も見ているはずなのに、なぜこのメッセージが当時は分からなかったんだろうと、新鮮な衝撃を覚えることが今でもあります」と話している。原作者の筒井康隆は同年に本作のパロディ「シナリオ・時をかける少女」を書いている。筒井は、自身の小説から映画化された13本のうち、「やっぱり（映画の）ナンバー1は、大林監督の『時をかける少女』ですね」と話している。
本作の公開後には、ハウス食品のインスタントラーメン「303」のCMとして、「お湯をかける少女」というパロディ作品が頻繁にオンエアされた。セーラー服を着た工藤夕貴がやかんを持って駆けてくるという内容で、バックに流れる歌も本作主題歌に似ている。

## 後日譚
角川春樹は麻薬所持容疑の保釈中、自らの監督作として『時をかける少女』（1997年版）を発表した。舞台は飛騨古川と松本。主演は中本奈奈、原田がナレーションを担当。角川本人によればリメイクではなく、本作（1983年版）をパートIIとした形の前日譚であり、時間設定は3年前の1980年としている。角川はリメイクの際、映画『ある日どこかで』を参考にしようと考えており、それを松任谷夫妻から指摘され、図らずも大林監督と同じ考えに至っていたことに驚いたという。
大林は「『時をかける少女』は角川映画ではないんです。"角川春樹"映画なんです。角川春樹と大林宣彦、二人の合作なんです。知世の中学の卒業から高校の入学までの28日間で撮ったんですが、これ1本を彼女にプレゼントして映画界から辞めさせようという映画だったんです。彼女は女優になるんじゃない。普通に女学生としてこれから生きていく子だから。角川春樹と大林宣彦という二人のおじさんがいたいけな少女を愛しちゃったっていう映画なんです」などと述べている。
大林と角川春樹は2012年『週刊現代』の「『時をかける少女』原田知世を語ろう」という対談で、角川は「舞台が尾道でなく、東京だったら、知世の存在感が半減してしまったんじゃないですかね。観客が『あんな子、もう東京にはいない』とシラケしまう。実際には、どこを探しても知世のような少女はいなかったんだけれども。あの幻想的な古い町並みだからこそ知世が引き立った」　大林は「僕は一年前に『転校生』で、生まれ育った尾道の夏を撮ったんです。本当は二度と尾道は撮らないつもりでしたが、春樹さんが『尾道で』と言うから、考え込んだ末、よし『転校生』で撮った尾道の海と明るさは撮らず、山と暗さだけを撮ろうと決めました。尾道は春樹さんの勘でしたが、偶然のようで必然だった。それがこの映画の不思議な翳りを生み、大正ロマンチシズムを醸し出した」「（撮影時には）知世が主役のアイドル映画を撮っている気はまったくなく、惚れた子を映画で輝かせたいとしか思っていなかった」「この映画と知世は天の配剤めいていた。映画の神様が降りて来たんでしょうかね。あの頃の知世でしか撮れなかった。半年遅れても撮れなかったでしょう」　角川は「『時をかける少女』には知世の魅力がすべて入っていると思います」「知世は目の前にいる本人よりフィルムの中で輝きを放った、非常に希有な女優でした」「未完成なものの美しさが際立って表せた映画を残せて、本当に良かった」「知世の映画を撮った時代は、私たちの青春でした」などと話している。
また、2013年『FLASH』の「僕と角川春樹が愛した原田知世よ!」という特集で大林は、本作の制作費1億5千万円は角川春樹のポケットマネーだったことを明かした。「角川春樹のプライベート映画だから、観客は角川春樹だけでいいと思っていた、二人の"あしながおじさん"ならぬ、"胴長おじさん"が、知世のために映画を1本プレゼントしてあげようと。知世が30歳、40歳、50歳、おばあちゃんになったとき、昔を懐かしんで、部屋でひとり誰も観なかった『時をかける少女』を観ている姿もいいな、と考えていた」「その思いが観客に伝わったんでしょう。純愛ラブレターをこっそり見せてもらったような感覚。またファンのみんなにとっても『僕が愛した知世』になった。それが、一種の奇跡を生んだんでしょうね」などと話している。
原田は完成した映画を初めて観た時「なんだか映画の私、ポキポキしていて、変ですね」と言っていたというが、3-4年が過ぎると「なんか、あれは大変すごい映画のようですね」と話したという。デビュー作が代表作になったことが重くなり、原田は映画も歌も避けてきたといわれる。「映画の印象が強すぎて、どう歌ったらいいのか分からなくなった。あの時の感じは今の私には出せないし」と話していたが、2007年のデビュー25周年アルバム『music & me』の中で長い封印を解き、ボサノヴァ調にアレンジした「時をかける少女」を歌った。
2011年5月7日、東京有楽町で本作の上映会、大林と原田のトークイベントが行われ、これに高柳も参加、28年ぶりとなる3人の「3ショット」が披露された。この時、原田は「私、ようやくあの映画でデビューしたことが本当によかったと思えるようになりました」と大林に話したという。2012年、大林の上映会に訪れた原田は「いまでは監督の演出がよく分かります。あの原田知世はいいですね。私じゃないけど」と話したという。2015年の朝日新聞の特集「映画の旅人」では、「10代の少女って毎年変わる。15歳の私を大林監督が残してくれた。そして見て下さった方々の青春の一ページにも、私の知らないところで刻み込まれている。私にとって、この映画は宝物です」と話した。2020年10月24日放送にゲスト出演した『サワコの朝』（MBS/TBS）では、「大林監督がすごく温かく映画の世界に、扉を開けてくださって。デビューが大林監督の作品だったから、映画が好きになったし、いつも不安な部分を全部取り除いてくださる監督だと思いますね。できるのかなって思うことも、色んな言葉を魔法の言葉をかけてくれるというか、なんかこう自信をつけてくださるんですよね、大丈夫だよって｡すごくあったかい現場でした」などと述べた。
原田は2022年のインタビューで「デビュー作が代表作になり、本当に幸せな映画のスタートを切らせてもらったと思います」と話した。
2020年4月10日に死去した大林監督への追悼番組として日本テレビ・札幌テレビで本作が4月18日（土）13:30 - 15:30に放送され、関東地区での平均視聴率は6.6%を記録した。ツイッターのトレンドランキングでは「#時をかける少女」が1位となり、「4月18日」の「土曜日」に放送されたことについて、劇中設定を想起させると感嘆する声もあった。本編最後には監督の笑顔の写真と追悼文のテロップが映し出されたが、エンドロールをカットして番組が終了したことへ不満の声も上がった。なお、大林は生前の2015年のイベントで、テレビの初放送時に自らの意向でエンドロールをカットしたことを語っていたため、それを踏襲したものとみられる。一方、大林の出身地である広島県では、中国放送（RCC・TBS系列）が同日深夜（19日未明）1:58 - 3:52に放送したが、こちらはエンドロールも放送された。その後の6月8日のNHK BSプレミアムでの放送でも、エンドロールまで放送された。

## 映像ソフト
- 角川ヒロイン第一選集（3枚組 DVD-BOX）（2000年12月22日、角川エンタテインメント、KABD-91） - 『セーラー服と機関銃』、『時をかける少女』、『結婚案内ミステリー』をセットにしたDVD-BOX。
- 時をかける少女（DVD）（2000年12月22日、角川エンタテインメント、KABD-93）
- 原田知世ベスト･セレクションBOX（3枚組 DVD-BOX）（2003年3月21日、角川エンタテインメント、KABD-530） - 『時をかける少女』、『天国にいちばん近い島』、『早春物語』をセットにしたDVD-BOX。
- 時をかける少女 デジタル・リマスター版（DVD）（2011年6月24日、角川映画、DABA-0802）
- 時をかける少女 ブルーレイ（Blu-ray Disc）（2012年9月28日[135]、角川映画、DAXA-4259）
- 時をかける少女 4K Scanning Blu-ray（Blu-ray Disc）（2014年12月5日、KADOKAWA、DAXA-4621）
- 時をかける少女 角川映画 THE BEST（DVD）（2016年1月29日[136]、KADOKAWA、DABA-91119）

## ネット配信
- 角川シネマコレクション（YouTube）：2024年4月12日20:00（JST） - 2024年4月26日19:59（JST）

## 関連作品
- コンピュータゲーム『時をかける少女』PHOENIX、1984年1月、PC-8801シリーズ。